# Żeglarstwo na Światowych Wojskowych Igrzyskach Sportowych 2019
Żeglarstwo na Światowych Wojskowych Igrzyskach Sportowych 2019 rozgrywane było w dniach 20 – 22 października 2019 roku podczas 7. Światowych Wojskowych Igrzyskach Sportowych. Regaty zostały przeprowadzone na obiektach East Lake Mid-Lake Pavilion Park Sailing Venue w Wuhanie. Polki Agnieszka Skrzypulec i Jolanta Ogar zdobyły złoty medal w klasie 470 kobiet.

## Harmonogram
| Październik | 15 | 16 | 17 | 18 | 19 | 20 | 21 | 22 | 23 | 24 |
| ----------- | -- | -- | -- | -- | -- | -- | -- | -- | -- | -- |
| Żeglarstwo  |    |    |    |    |    |    |    | 2  |    |    |

|  | Dzień regat | F | Finał (ilość) |

## Uczestnicy
Do zawodów zgłoszonych zostało 40 zawodników reprezentujących 13 państwa.

- Brazylia (4)
- Chiny (4)
- Dania (2)
- Ekwador (2)
- Hiszpania (2)
- Francja (4)
- Indonezja (4)
- Polska (2)
- Rosja (4)
- Słowenia (2)
- Sri Lanka (2)
- Włochy (4)
- Ukraina (2)

Jedno państwo mogło zgłosić do zawodów maksymalnie czterech żeglarzy. Polskę reprezentowali Agnieszka Skrzypulec i Jolanta Ogar w klasie 470 kobiet.

## Wyniki

### Kobiety
| Konkurencja           | Złoto                                        | Złoto | Srebro                                        | Srebro | Brąz                                    | Brąz  |
| Konkurencja           | Zawodniczka                                  | Wynik | Zawodniczka                                   | Wynik  | Zawodniczka                             | Wynik |
| klasa 470 (szczegóły) | Polska · Agnieszka Skrzypulec · Jolanta Ogar | 12    | Francja · Camille Lecointre · Aloise Retornaz | 13     | Słowenia · Tina Mrak · Veronika Macarol | 21    |

### Mikst
| Konkurencja               | Złoto                                        | Złoto | Srebro                                    | Srebro | Brąz                                     | Brąz  |
| Konkurencja               | Zawodniczka / Zawodnik                       | Wynik | Zawodniczka / Zawodnik                    | Wynik  | Zawodniczka / Zawodnik                   | Wynik |
| klasa 470 mix (szczegóły) | Brazylia · Ana Barbachan · Geison Dzioubanov | 8     | Rosja · Ludmiła Dmitriewa · Paweł Sozykin | 17     | Włochy · Bianca Caruso · Giacomo Ferrari | 21    |

## Klasyfikacja medalowa
* Gospodarz zawodów został zaznaczony tym kolorem.
| Miejsce           | Reprezentacja     | Złoto | Srebro | Brąz | Razem |
| ----------------- | ----------------- | ----- | ------ | ---- | ----- |
| 1                 | Brazylia          | 1     | 0      | 0    | 1     |
| 1                 | Polska            | 1     | 0      | 0    | 1     |
| 3                 | Francja           | 0     | 1      | 0    | 1     |
| 3                 | Rosja             | 0     | 1      | 0    | 1     |
| 5                 | Słowenia          | 0     | 0      | 1    | 1     |
| 5                 | Włochy            | 0     | 0      | 1    | 1     |
| Ogółem (6 państw) | Ogółem (6 państw) | 2     | 2      | 2    | 6     |

Źródło: Wuhan